# 寺島良
寺島 良（てらしま りょう、1981年6月27日 - ）は、日本の競馬調教師。日本中央競馬会栗東トレーニングセンターに所属する。

## 経歴・人物
岐阜県本巣郡北方町出身（調教師の先輩である国枝栄とは同郷である）。実家は書店経営。
中学生時代から競馬に興味を持ち始めていたが、高校までは野球をやっており、岐阜県立岐阜北高等学校では三塁手でプレーして甲子園を目指していた。
高校卒業後は競馬調教師を志望して北海道大学経済学部へ進学し、馬術部に入部。大学時代は馬場馬術の選手として大会に出場し、4年次では主将を務めた。
大学卒業後はノーザンファーム空港牧場の牧夫として勤務した後、2006年に栗東トレーニングセンターの大久保龍志厩舎に入職、調教助手兼厩務員を務める。大久保龍志厩舎時代はアサクサキングスなどを担当。後に松田国英厩舎へ移籍。
2015年に調教師試験に合格。1年間の技術調教師研修を経て、急逝した田中章博の厩舎を引き継ぐ形で2016年9月に自らの厩舎を開業し、現在に至る。
2016年9月24日阪神1Rにサツキユニヴァースで初出走（7着）。翌週、10月2日阪神12Rをコクスイセンで勝利し初勝利を挙げる。
2017年7月9日、プロキオンステークスをキングズガードで優勝。重賞初制覇を飾る。
2020年9月26日中京6Rでダノングリスターが1着となり、JRA通算100勝を達成した。
2023年11月25日京都9Rでゴールドプリンセスが1着となり、現役108人目のJRA通算200勝を達成した。

## 調教師成績
|               | 日付           | 競馬場・開催   | 競走名        | 馬名               | 頭数 | 人気 | 着順 |
| ------------- | -------------- | -------------- | ------------- | ------------------ | ---- | ---- | ---- |
| 初出走        | 2016年9月24日  | 4回阪神5日1R   | 2歳未勝利     | サツキユニヴァース | 15頭 | 10   | 7着  |
| 初勝利        | 2016年10月2日  | 4回阪神8日12R  | 3歳上1000万下 | コクスイセン       | 16頭 | 3    | 1着  |
| 重賞初出走    | 2016年11月12日 | 2回東京3日11R  | 武蔵野S       | キングズガード     | 16頭 | 4    | 4着  |
| 重賞初勝利    | 2017年7月9日   | 3回中京4日11R  | プロキオンS   | キングズガード     | 15頭 | 5    | 1着  |
| GI初出走      | 2017年2月19日  | 1回東京8日11R  | フェブラリーS | キングズガード     | 16頭 | 13   | 14着 |
| GI/JpnI初勝利 | 2023年11月3日  | 12回大井6日11R | JBCクラシック | キングズソード     | 10頭 | 4    | 1着  |

### 主な管理馬
太字はGI級競走を示す
- キングズガード（2017年プロキオンステークス）
- スプリングボックス（2020年小倉サマージャンプ）
- ディバインフォース（2021年ステイヤーズステークス）
- キングズソード（2023年JBCクラシック、2024年帝王賞）
- セラフィックコール（2023年みやこステークス、2024年・2025年ダイオライト記念）
- ハッピーマン（2024年兵庫ジュニアグランプリ）

出典:

## 主な厩舎所属者
- 今村聖奈（2022年 - 、騎手）
- 佐藤悠太（調教助手）